# 大頭瘤鱈
大頭瘤鱈，為輻鰭魚綱鱈形目稚鱈科的其中一種，分布於西南太平洋及南大西洋海域，為深海底棲性魚類，深度1175-1600公尺，體長可達18.1公分，棲息在大陸坡底層水域，生活習性不明。

## 扩展阅读
維基物種上的相關：大頭瘤鱈